# ジャンクション・セヴン
『ジャンクション・セヴン』（Junction Seven）は、イギリスのロック・ミュージシャン、スティーヴ・ウィンウッドが1997年に発表した、ソロ名義では7作目のスタジオ・アルバム。日本で先行発売された。

## 背景
ナラダ・マイケル・ウォルデンが共同プロデューサーに迎えられており、ウィンウッドはウォルデンに関して「ミュージシャンでもある人物と共同プロデュースしてみたかった」「彼は私よりも幅広く多様なバックグラウンドを持っており、マハヴィシュヌ・オーケストラやウェザー・リポートでの入り組んだ複雑なジャズを始めとして、ホイットニー・ヒューストンとまで共同作業している」とコメントしている。「ゲット・バック・トゥ・マイ・ベイビー」は、サルサを含むキューバ音楽からの影響を反映した曲で、レコーディングにはキューバ人のパーカッション奏者たちが起用され、この曲のみウォルデンは演奏やプログラミングで参加していない。
ウィンウッドは1996年3月、レニー・クラヴィッツのウェンブリー・アリーナ公演でバックステージを訪れており、それが「レット・ユア・ラヴ・カム・ダウン」におけるクラヴィッツのゲスト参加に繋がった。「ファミリー・アフェア」はスライ&ザ・ファミリー・ストーンのカヴァーで、本作では1996年4月に死去したバーナード・エドワーズの追悼として、意図的にシック（エドワーズの所属バンド）に近いアレンジで演奏されており、シックのメンバーであったナイル・ロジャースがギターを担当した。「プレンティー・ラヴィン」ではデズリーとのデュエット・ボーカルがフィーチャーされた。
アルバム・タイトルは、グロスタシャーの自宅の近くにあるジャンクションと、7作目のソロ・アルバムであることを引っかけている。

## 反響・評価
先行シングルの「スパイ・イン・ザ・ハウス・オブ・ラヴ」は、1997年6月7日付の全英シングルチャートで82位となった。そして、本作は全英アルバムチャートで3週トップ100入りし、最高32位を記録した。
ドイツのアルバム・チャートでは初登場15位となり、11週にわたりトップ100入りした。一方、アメリカでは大きな成功を収められず、Billboard 200では最高123位に終わり、ウィンウッドのスタジオ・アルバムとしては初めて全米トップ100入りを逃す結果となった。
『CDジャーナル』のミニ・レビューでは「華々しく、活気に満ちたヴォーカル集といった感じ」と評されている。

## 収録曲
1. スパイ・イン・ザ・ハウス・オブ・ラヴ - "Spy in the House of Love" (Steve Winwood, Narada Michael Walden, Jim Capaldi) – 4:47
2. エンジェル・オブ・マーシー - "Angel of Mercy" (S. Winwood, N. Walden, J. Capaldi) – 5:02
3. ジャスト・ウォナ・ハヴ・サム・ファン - "Just Wanna Have Some Fun" (S. Winwood, N. Walden) – 4:57
4. レット・ユア・ラヴ・カム・ダウン - "Let Your Love Come Down" (S. Winwood, N. Walden, Eugenia Winwood, J. Capaldi) – 5:48
5. リアル・ラヴ - "Real Love" (S. Winwood, N. Walden, E. Winwood) – 5:21
6. フィル・ミー・アップ - "Fill Me Up" (S. Winwood, E. Winwood) – 4:27
7. ゲット・バック・トゥ・マイ・ベイビー - "Gotta Get Back to My Baby" (S. Winwood, E. Winwood) – 4:52
8. サムワン・ライク・ユー - "Someone Like You" (S. Winwood, N. Walden, E. Winwood) – 4:39
9. ファミリー・アフェア - "Family Affair" (Sylvester Stewart) – 5:17
10. プレンティー・ラヴィン - "Plenty Lovin'" (S. Winwood, N. Walden) – 5:57
11. ロード・オブ・ザ・ストリート - "Lord of the Street" (S. Winwood, N. Walden, J. Capaldi) – 6:29

### 日本盤ボーナス・トラック
1. カム・アウト・アンド・ダンス - "Come Out and Dance" (S. Winwood, Will Jennings) – 4:54

## 参加ミュージシャン
- スティーヴ・ウィンウッド - ボーカル、ギター、キーボード、ハモンドオルガン、ピアノ、クラビネット、ウインドシンセサイザー、パーカッション
- ナラダ・マイケル・ウォルデン - ライヴ・ドラムス(on #1, #9, #11)、ドラム・プログラミング(#7を除く全曲)、キーボード(on #1, #3, #5, #8, #9, #10)、ベース(on #1, #3, #8)、パーカッション(on #2, #3, #5, #9, #11)、ハモンドオルガン(on #2)、シンセサイザー(on #3, #11)、オルガン(on #4)、シンバル(on #8)、シンセベース(on #9)
- デズリー - ボーカル(on #10)
- ジミ・フィッシャー - ワウワウ・ギター(on #1)、アディショナル・ドラム・プログラミング(on #2)、リズムギター(on #4)、アディショナル・ベース(on #4)
- ヴァーノン・ブラック - ギター(on #3)
- レニー・クラヴィッツ - ギター(on #4)
- ナイル・ロジャース - ギター(on #9)
- ジョゼ・ネト - アコースティック・ギター(on #10)、ナイロン弦エレクトリック・ギター(on #10)
- マイケル・マッケヴォイ - キーボード(on #1, #2, #5, #6, #8)、シンセ・ヴィブラフォン(on #4)、ピアノ(on #4)、ベース(on #5, #6)、ドブロ・ギター(on #6)、ドラム・プログラミング(on #6, #8)、ベース・プログラミング(on #8)、シンセ・ストリングス(on #8, #10)
- フランク・マーティン - キーボード&プログラミング(on #3, #4, #5, #11)、ベース(on #5)
- レベッカ・マウレオン・サンタナ - ピアノ(on #7)、ホーン・アレンジ(on #7)
- マーク・ヴァン・ヴァーヘニンゲン - ベース(on #7)
- マイロン・ダヴ - ベース(on #9)
- ゲイリー・ブラウン - ベース(on #10)
- グレッグ・ジジ・ゴナウェイ - パーカッション(on #1)、MIDIドラムス(on #1)
- ウォルフレッド・レイズ・ジュニア - パーカッション(on #3, #4, #7, #11)、ドラムス(on #7)
- ウォルフレッド・レイズ・シニア - パーカッション(on #7)、ティンバレス(on #7)
- ダニエル・レイズ - コンガ(on #7)
- ジェリー・ヘイ - ストリングス・アレンジ&指揮(on #2, #5, #9)、ホーン・アレンジ(on #3, #4)、トランペット(on #3, #4)
- ネイザン・ルービン - コンサートマスター(on #2, #5, #9)
- マーク・ルッソ - サクソフォーン(on #3, #4)
- ウェイン・ウォレス - トロンボーン(on #3, #4)
- Melecio Magdaluyo - サクソフォーン(on #7)
- ルイス・ファスマン、ビル・オーティス - トランペット(on #7)
- ジェフ・クレスマン - トロンボーン(on #7)
- ニキータ・ジャーメイン - バックグラウンド・ボーカル(on #1, #2, #3, #4, #7, #9, #11)
- ティナ・ギブソン - バックグラウンド・ボーカル(on #1, #2, #3, #4, #7, #9, #11)
- アニー・ストッキング - バックグラウンド・ボーカル(on #1, #2, #3, #4, #7, #9, #11)
- トニー・リンゼイ - バックグラウンド・ボーカル(on #1, #2, #3, #7, #9)
- スカイラー・ジェット バックグラウンド・ボーカル(on #1, #2, #3, #7, #9, #11)
- クレイトーヴェン・リチャードソン - バックグラウンド・ボーカル(on #4, #8)
- サンディ・グリフィス - バックグラウンド・ボーカル(on #4, #8)
- ユージニア・ウィンウッド - バックグラウンド・ボーカル、スポークン・ワード(on #6)
- ルビー・ターナー（英語版） - バックグラウンド・ボーカル(on #6, #7)
- Simone Sauphanor - バックグラウンド・ボーカル(on #6, #7)